# Удружење стрипских уметника Србије
Удружење стрипских уметника Србије (УСУС) је еснафско удружење грађана које окупља професионалне цртаче, сценаристе и публицисте стрипа. Седиште му је у Београду.
Удружење је иницирано 2008, а регистровано код државних органа 2010. године. Има око 200 чланова организованих у три секције: ликовној, сценаристичкој и публицистичкој.
Између осталог, циљеви Удружења су организовање стрипских уметника ради реализације и заштите ауторских и професионалних права, као и унапређење и развој стрипског стваралаштва. Делатност Удружења се спроводи преко изложби, манифестација, издања и других видова.
Удружење је утемељило Центар за уметност стрипа Београд 2017. године, као Гашин сабор je међународни фестивал хумористичко-карикатуралног и породичног стрипа (фр. "Assemblée Gaston", festival international de bande dessinée humoristique, caricaturale et familiale), први своје врсте у Југоисточној Европи, основан 2018. у Београду.
Први председник УО УСУС је био Зоран Туцић, а од 2015. Раде Товладијац.

## Делатности

### Издања
Удружење је издавачки или подршком учествовало у следећим важнијим штампаним издањима:
2011.
- Лесковачки стрип 1950-2010 (монографија), Марко Стојановић и други, М. Стојановић и Удружење љубитеља стрипа и писане речи „Никола Митровић — Кокан“, Лесковац. 2011.  978-86-913963-0-5.
- Стрипови које смо волели: Избор стрипова и стваралаца са подручја бивше Југославије у XX веку (критички лексикон), аутори: Живојин Тамбурић, Здравко Зупан и Зоран Стефановић, са предговором Пола Гравета, „Омнибус“.

2012.
- Балкан Експрес (интеграл), аутори: Гордан Михић, Бранислав Керац и Бранко Плавшић, са Плавшићевим другим стриповима и текстом Здравка Зупана, „Тампограф“, у сарадњи са Студентским културним центром Новог Сада и Удружењем стрипских уметника Србије.
- I годишња изложба Удружења стрипских уметника Србије 2012 (каталошка монографија), УСУС и „Еверест Медиа“.

2013.
- Наставља се...:Три генерације савременог српског стрипа / A suivre...: 3 générations d'auteurs de la bande dessinée contemporaine serbe (каталошка монографија), УСУС и Француски институт, Београд, 2013.
- Дикан, Књ. 1, 1969-1971 (интеграл), аутори: Лазо Средановић, Никола Лекић, Нинослав Шибалић, Миленко Матицки и други, „Еверест Медиа“.
- Жиг петокраке (графички роман), Србољуб Никић, Центар за културу „Градац“, Рашка. 2013.  978-86-88391-18-4.

2014.
- Срце није месо (графички роман), Србољуб Никић, Библиотека „Девети корак“, Рашка. 2014.  978-86-917693-0-7.
- II годишња изложба Удружења стрипских уметника Србије 2013 (каталошка монографија), УСУС и „Еверест Медиа“.
- III годишња изложба Удружења стрипских уметника Србије 2014: у спомен на жртве и јунаке Великог рата (каталошка монографија), УСУС и „Еверест Медиа“.

### Изложбе
2011.
- Следећа човекова граница: 30 година уметничке групе „Баухаус 7“ (Циклус групних изложби УСУС 1), изложени радови цртача Саше Живковића, Вујадина Радовановића, Радета Товладијца и Зорана Туцића; комесар: Зоран Стефановић
  - Музеј Југословенске кинотеке, у оквиру Фестивала српског филма фантастике, Београд, 14-21. октобар 2011.
  - Стрип сала, Сајам књига, Београд, 24-30. октобар 2011.
  - „Стрип манифест“, Центар за културу, Смедерево, 29. новембар 2011.
- Горан Ђукић Горски: Стрип и илустрација (Циклус самосталних изложби УСУС 1), „Срећна галерија“, Студентски културни центар, Београд, комесар: Светозар Обрадовић, 2-12. новембар 2011.

2012.
- Од поставке до реализације (Циклус групних изложби 2), „Срећна галерија“, Студентски културни центар, Београд, комесари: Зоран Туцић и Боривоје Грбић, 21-28. јун 2012, изложени радови 23 цртача: Бранко Плавшић, Рајко Милошевић – Гера, Зоран Јањетов, Дарко Перовић, Сибин Славковић, Дражен Ковачевић, Драган Лазаревић, Владимир Крстић – Лаци, Леонид Пилиповић, Горан Ђукић – Горски, Вујадин Радовановић, Зоран Туцић, Синиша Радовић, Алекса Гајић, Тихомир Челановић, Синиша Бановић, Јован Укропина, Милош Славковић, Боривоје Грбић, Иван Шаиновић, Владимир Алексић, Дарко Пајчин и Озрен Миждало
- Марко Сомборац: Блиц Стрип, Изложба политичког сатиричког стрипа из дневника „Блиц“ (Циклус самосталних изложби 2), Дом омладине, Крагујевац, у оквиру фестивала „Крагујевац, године друге“, комесар: Небојша Весовић, организација: НВО „Свет стрипа“, НВО „Миленијум“ и УСУС, 29. јун — 5. јул 2012.
- Михаило Меденица, Синиша Радовић и Раде Товладијац: Смешна страна српске стварности, Изложба политичког сатиричког стрипа из дневника "Прес" 2009-2012. (Циклус групних изложби 3), Дом омладине, Крагујевац, у оквиру фестивала „Крагујевац, године друге“, комесар: Зоран Стефановић, организација: НВО „Свет стрипа“, НВО „Миленијум“ и УСУС, 29. јун — 5. јул 2012
- Лазо Средановић: карикатуре и стрип (Циклус самосталних изложби 3), у оквиру двоструке изложбе „Миланка и Лазо Средановић: Изложба слика, карикатуре и стрипа“, Галерија „Јосип Бепо Бенковић“, Херцег-Нови, комесари: Зоран Стефановић и Ђорђе Ћапин, организација: Музеј Херцег-Нови, НВО „Пројекат Растко — Бока“ и УСУС, 10-25. јул 2012.
- годишња изложба Удружења стрипских уметника Србије 2012 (Циклус групних изложби 4), изложено 168 цртача; уређивачки одбор изложбе: Здравко Зупан (председник), Зоран Туцић, Бранко Ђукић, Владимир Весовић, Боривоје Грбић, Предраг Ивановић и Зоран Стефановић
  - Галерија „Прогрес“, Београд, 30. јул — 18. август 2012.
  - Стрип сала, Београдски Сајам књига, 22-28. октобар 2012.

2013.
- Наставља се...:Три генерације савременог српског стрипа / A suivre...: 3 générations d'auteurs de la bande dessinée contemporaine serbe[4] (Циклус групних изложби 5), изложено око 100 аутора. Уређивачки одбор: Здравко Зупан, Владимир Весовић, Слободан Ивков, Зоран Стефановић и Павле Зелић. Организатори: УСУС и Француски институт
  - Галерија Француског института у Београду, 26. фебруар — 13. април 2013.
  - Студентски културни центар Нови Сад / Фабрика, 13-15. септембар 2013.
- Здравко Зупан: Зузуко и Муња (Циклус самосталних изложби 4), вртић, Крагујевац, у оквиру фестивала „Крагујевац, године треће“, комесари: Небојша Весовић и Зоран Стефановић, организација: НВО „Свет стрипа“, НВО „Миленијум“ и УСУС, 30. август — 1. септембар 2013.
- Лазо Средановић и други: Дикан (Циклус групних изложби 6), "Заставина башта", комесари: Бобан Кнежевић и Зоран Стефановић, организација: НВО „Свет стрипа“, НВО „Миленијум“ и УСУС, 30. август — 1. септембар 2013.
- Филм у стрипу (Циклус групних изложби 7),[5] изложено 60 радова аутора СФРЈ, Музеј Југословенске кинотеке, Београд, комесари Здравко Зупан и Боривоје Грбић, организација Београдски фестивал супкултуре „Паралел“, Југословенска кинотека и УСУС, 1-7. октобар 2013.
- годишња изложба Удружења стрипских уметника Србије 2013 (Циклус групних изложби 8), изложено 179 радова од преко 200 аутора; уређивачки одбор изложбе: Зоран Туцић, Боривоје Грбић, Предраг Ивановић и Зоран Стефановић
  - Дом омладине Београда, Галерија, 17. децембар 2013. — 19. јануар 2014.[6]

2014.
- Сви у Космос!: 12 свемирских тренутака у стрипу 1964-2014 (Циклус групних изложби 9),[7] Дом омладине Београда, амбијентална изложба на фасади, селектори Зоран Стефановић и Боривоје Грбић, 16. јануар 2014. Изложено 36 радова чији су аутори Александар Хецл, Драгољуб Јовановић, Божидар Веселиновић, Радич Мијатовић, Жељко Пахек, Лазо Средановић, Никола Лекић, Драган Боснић, Драгољуб Драган Савић, Петар Меселџија, Дејан Ненадов, Душан Вукојев, Зоран Туцић, Љуан Кока, Зоран Јањетов, Алехандро Жодоровски, Алекса Гајић, Валери Манжен, Група Космопловци, Петар Грујичић, Жан-Пјер Пеко, Вујадин Радовановић и Дарко Мацан.
- Велика изложба савременог српског стрипа (Циклус групних изложби 10), организација: УСУС и Галерија савремене ликовне уметности у Нишу; изложено око 180 аутора, уређивачки одбор: З. Зупан, С. Ивков, Б. Грбић и П. Ивановић; организатор Душан Цветковић.
  - Павиљон у Тврђави, Ниш, 4-13. март 2014.[8]
  - Галерија Завичајног музеја, Петровац на Млави, у оквиру манифестације посвећене Божидару Веселиновићу „Стрип-јунаци 9. уметности у спомен на Божу”, 4. април — 9. мај 2014.[9]
- Удружење стрипских уметника Србије 2014 (Циклус групних изложби 11), Галерија Центра за културу „Градац“, Рашка, организација: УСУС и Центар за културу Градац, изложено 58 савремених аутора, селектори изложбе: Србољуб Никић и Боривоје Грбић, 28. август — 10. септембар 2014.[10]
- годишња изложба Удружења стрипских уметника Србије 2014 (Циклус групних изложби 12), изложено око 190 радова од преко 200 аутора; уређивачки одбор изложбе: Зоран Туцић, Боривоје Грбић, Предраг Ивановић и Зоран Стефановић
  - Београд, Дом омладине Београда, Галерија, 2-14. децембар 2014.
  - Ниш, Нишка тврђава, Павиљон, 23-27. април 2015, у оквиру Фестивала „Нифест“, партнери: Скупштина општине Пантелеј и Удружење љубитеља стрипа „Бранко Плавшић“

2015.
- Дикан или Златно доба српског стрипа (Циклус групних изложби 13), Ниш, Нишка тврђава, Павиљон, 23-27. април 2015, у оквиру Фестивала „Нифест“, партнери: Скупштина општине Пантелеј и Удружење љубитеља стрипа „Бранко Плавшић“
- Младе лавице: Милица Мастелица са гошћама — Иваном Лазић и Милицом Марковић (Циклус самосталних изложби 5), Ниш, Нишко сајмиште, 23-27. април 2015, у оквиру Фестивала „Нифест“, партнери: Скупштина општине Пантелеј и Удружење љубитеља стрипа „Бранко Плавшић“
- Златни јубилеј Здравка Зупана (Циклус групних изложби 14), Ниш, Нишки културни центар, Галерија, 24-27. април 2015, у оквиру Фестивала „Нифест“, партнери: Скупштина општине Пантелеј и Удружење љубитеља стрипа „Бранко Плавшић“
- Савремени српски стрип (Циклус групних изложби 15), Галерија ЈП Спортско-културни центар „Обреновац“, Обреновац, 21. август — 4. септембар 2015.[11] Организациони одбор: Марија Вуковић Бисерко, Владимир Весовић, Коста Миловановић и Зоран Стефановић
- годишња изложба Удружења стрипских уметника Србије 2015 (Циклус групних изложби 16), Београд, Дом омладине Београда, Галерија, 22-17. децембар 2015.[12] Изложено 210 радова од преко 250 аутора; уређивачки одбор изложбе: Драган Лазаревић, Миленко Михајловић, Раде Товладијац, Зоран Туцић и Зоран Стефановић (председник одбора).